# Bacillales
Ordre
Synonymes
- Caryophanales Peškov, 1939[2]

Les Bacillales sont un ordre de bactéries à gram positif de la division des Firmicutes.

## Liste des familles
Selon ITIS (14 décembre 2019) :
- famille Alicyclobacillaceae da Costa & Rainey, 2010
- famille Bacillaceae Fischer, 1895
- famille Listeriaceae Ludwig & al., 2010
- famille Paenibacillaceae De Vos & al., 2010
- famille Pasteuriaceae Laurent, 1890
- famille Planococcaceae Krasil'nikov, 1949
- famille Sporolactobacillaceae Ludwig & al., 2010
- famille Staphylococcaceae Schleifer & Bell, 2010
- famille Thermoactinomycetaceae Matsuo & al., 2006

Les genres représentatifs sont, par exemple :
- Bacillus ;
- Listeria ;
- Staphylococcus.